# 伍國任
伍國任（英語：Ng Kwok Yam，1933年9月11日—）；人稱：元老，香港男性新聞主播及節目主持。

## 生平
曾是亞洲電視新聞部前編輯主任，是著名麗的電視和亞洲電視新聞主播之一，1967年加入麗的映聲、麗的電視（後易名亞洲電視），曾為《六點鐘新聞》主播、《夜間新聞》主播、及為《當年今日》等電視節目旁述（至2016年4月1日因免費電視牌照屆滿而終止廣播）。
伍國任是亞視新聞年資最長的新聞主播，也是香港電視史上連續任職第二長的新聞主播，僅次於現任有線新聞總主播王巧。他於1967年至1994年8月13日期間；其後麗的電視及亞洲電視新聞部工作長達近廿多年，曾擔任過《亞洲早晨》、《十二點半新聞》、《十二點九新聞》、《六點鐘新聞》、《六點三新聞》、《九點鐘新聞》以及《夜間新聞》主播等，直至光榮退休為止，是亞視新聞的招牌，與李景基、劉家傑並稱。值得一提的是，他於1980年麗的電視演出的電視劇《人在江湖》中，於第1集客串新聞主播，報道犯罪集團首腦石家威（由陳觀泰飾演）被捕新聞。
直到1994年8月13日，伍國任正式光榮退休。其後，他甚少於公眾場合露面，直到2007年亞視遷出即將清拆的廣播道大廈前夕，與包括盧瑞盛等亞洲電視新聞部前員工，前赴81號廣播道總台的地址敘舊並接受訪問。